# Serenade in a mineur
De Serenade in a mineur is een compositie van Ralph Vaughan Williams. Hij schreef het net als zijn Cambridge Mass ter afronding van zijn studie bij Max Bruch. Beide werken hadden echter geen gelukkige start. De Cambridge Mass werd pas uitgevoerd in 2011. De Serenade kende wel een beter begin met een uitvoering door het Bournemouth Municipal Orchestra onder leiding van Dan Godfrey op 4 april 1901, maar in 1908 trok de componist het werk terug. Vaughan Williams deed nog een aanpassing (toevoeging van de Romance) en deed daar nog melding van aan zijn vriend Gustav Holst. Charles Villiers Stanford had de nieuwe versie een aantal keren op de lessenaar, maar tot een uitvoering kwam het niet meer.
De serenade bestaat uit de delen:
- Prelude in andante sostenuto
- Scherzo in allegro
- Intermezzo en trio in allegretto- trio (poco piu mosso)
- Romance in andantino appassionato
- Finale in allegro